# Молодіжний (стадіон, Полтава)
Стадіо́н «Молоді́жний» — футбольний стадіон у місті Полтава, відкритий у 2021 році. Є домашнім стадіоном СК «Полтава» та жіночої команди полтавської «Ворскли».

## Історія
Стадіон було побудувано силами футбольного клубу «Ворскла» та спонсорів у першу чергу для потреб ДЮФШ «Ворскла». Офіційне відкриття арени відбулося 26 липня 2021 року. Стадіон має поле стандартного розміру (105×68 м) зі штучним газоном, дренажем і системою поливу, трибуни на 680 місць, а також освітлення 800 люкс.
ФК «Ворскла» використовувала стадіон для проведення домашніх ігор своїх юнацької команди у чемпіонаті України U-19 (у другій частині сезону 2022/23 і сезоні 2023/24), тренувань і матчів юнацьких та дитячих команд. Також тут грає частину матчів чемпіонату України жіноча команда «ворсклян».
З сезону 2022/23 «Молодіжний» є домашньою ареною СК «Полтава», який виступає в першій лізі чемпіонату України.
Крім цього, на «Молодіжному» проходять матчі аматорських команд. Так, 10 грудня 2022 року тут відбувся матч за cуперкубок Полтавської області «Олімпія» (Савинці) — «Стандарт» (Нові Санжари) (2:1), а 3 квітня 2024 року — гра півфіналу кубку України серед аматорів «Олімпія» (Савинці) — «Штурм» (Іванків) (1:1).